# Audi TT (8N)
Cet article concerne la première génération de l’Audi TT. Pour des informations générales sur l’Audi TT, consultez Audi TT.
L'Audi TT 8N est la première gamme de l'Audi TT qui est apparue à l'automne 1998 en tant que coupé sport. La variante roadster a suivi un an plus tard. La successeur, l'Audi TT 8J, est apparue en 2006.

## Développement
Le développement de l'Audi TT a commencé en septembre 1994 au Design Center de Simi Valley en Californie, sur la base d'un design de Freeman Thomas. Romulus Rost a conçu l'intérieur. Peter Schreyer dirigeait le département du design d'Audi. Un an plus tard, une étude de l'Audi TT coupé est présentée au public au Salon de l'automobile de Francfort. La même année, l'étude de la TT roadster, portant le nom de TTS, a été présentée au Salon de l'automobile de Tokyo - le nom est basé sur celui de la NSU Prinz TTS de NSU Motorenwerke AG. La réponse positive des visiteurs et des journalistes de magazine automobile a conduit Audi à décider de construire l'étude - avec seulement des modifications de conception mineures. Après seulement trois ans de développement, le coupé avec un moteur turbo de 1,8 litre avec le choix entre 132 kW ou 165 kW (180 ch ou 224 ch) et basé sur la plate-forme de la Volkswagen Golf IV est arrivé sur le marché à l'automne 1998. À l'automne 1999, l'ancienne TTS a été présentée sous le nom de TT roadster.
Le nom du modèle, Audi TT, s'inscrit dans la tradition couronnée de succès de DKW (Auto Union) et NSU au Tourist Trophy sur l'Île de Man; en 1938, Ewald Kluge a gagné dans sa catégorie dans une DKW avec moteur à soupapes rotatives, tout comme les pilotes de NSU Werner Haas et Rupert Hollaus en 1954. Parfois, l'abréviation TT est également associée à Tradition et Technik.

## Série d'accidents
La première génération de TT a fait sensation après sa mise en vente à cause d'un certain nombre d'accidents, dont certains mortels. En raison de l'arrière arrondi sans bas de caisse prononcés, il y avait une forte portance sur l'essieu arrière à grande vitesse. En conjonction avec le châssis de conception moins qu'optimale, le véhicule avait une plage de limite élevée mais dangereusement étroite. Dans les virages serrés, l'arrière du véhicule pouvait déraper très brusquement, ce qui était très difficile à maîtriser pour les conducteurs inexpérimentés. Ces incidents ont reçu une large couverture dans les médias. Audi a proposé à chaque propriétaire l'installation d'un aileron arrière stabilisateur et d'un châssis optimisé. Le montage ultérieur d'un contrôle de stabilité (ESP) - désormais de série - ne pouvait pas être possible en raison de l'effort d'installation considérable dans les véhicules déjà vendus. Cependant, sous la pression des médias, des groupes de protection des consommateurs et, enfin et surtout, des clients, Audi a rapidement cédé et a également proposé de moderniser l'ESP pour une franchise de 650 Deutsche Mark.
À l'époque, le double champion du monde des rallyes, Walter Röhrl, a décrit les problèmes de la TT dans une interview avec NDR : «J'ai fait un tour, je suis revenu et j'ai dit : 'Pas mal, mais trop dangereux pour les gens normaux. S'il retire son pied de l'accélérateur à 200, [alors] elle recule. Et une seule personne au monde peut la contrôler, son nom est Röhrl.' Alors je lui ai rendu la voiture et plus tard ces accidents se sont produits.»
Les modèles TT Quattro construits de 1998 à 2000 ont également eu des problèmes avec la suspension arrière. Selon un rapport publié dans la revue spécialisée Auto motor und sport, le roulement du triangle inférieur sur l'essieu arrière pourrait se coincer à cause de la corrosion et le triangle pourrait se casser. 15 cas de bruits ou de ruptures inhabituels sur des triangles ont été connus; Il n'y a pas eu de blessés. Audi a écrit à 15 900 propriétaires d'Audi TT, A3 et S3 à versions quatre roues motrices dans le but de remplacer les joints et les triangles.

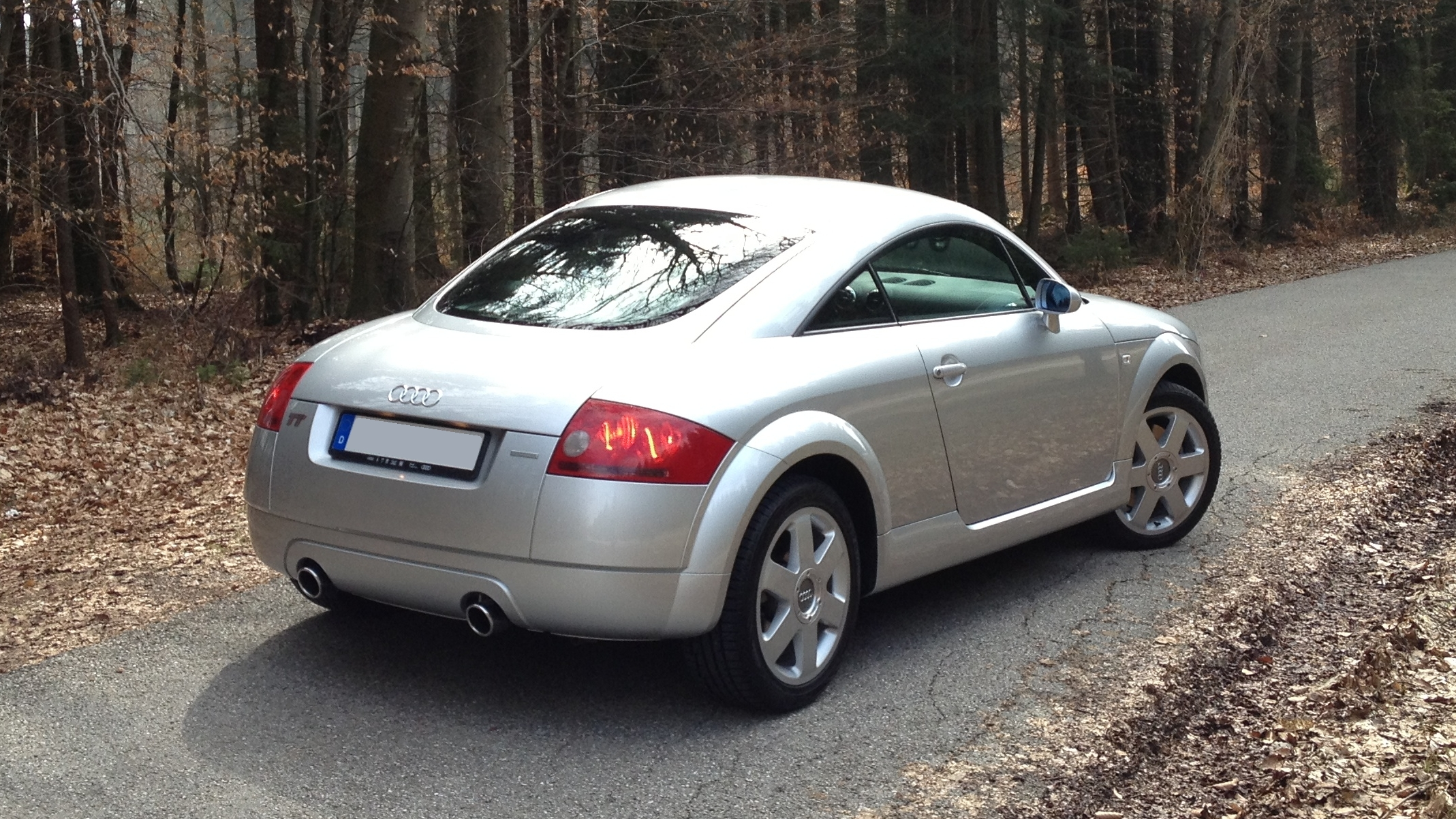
Vue arrière
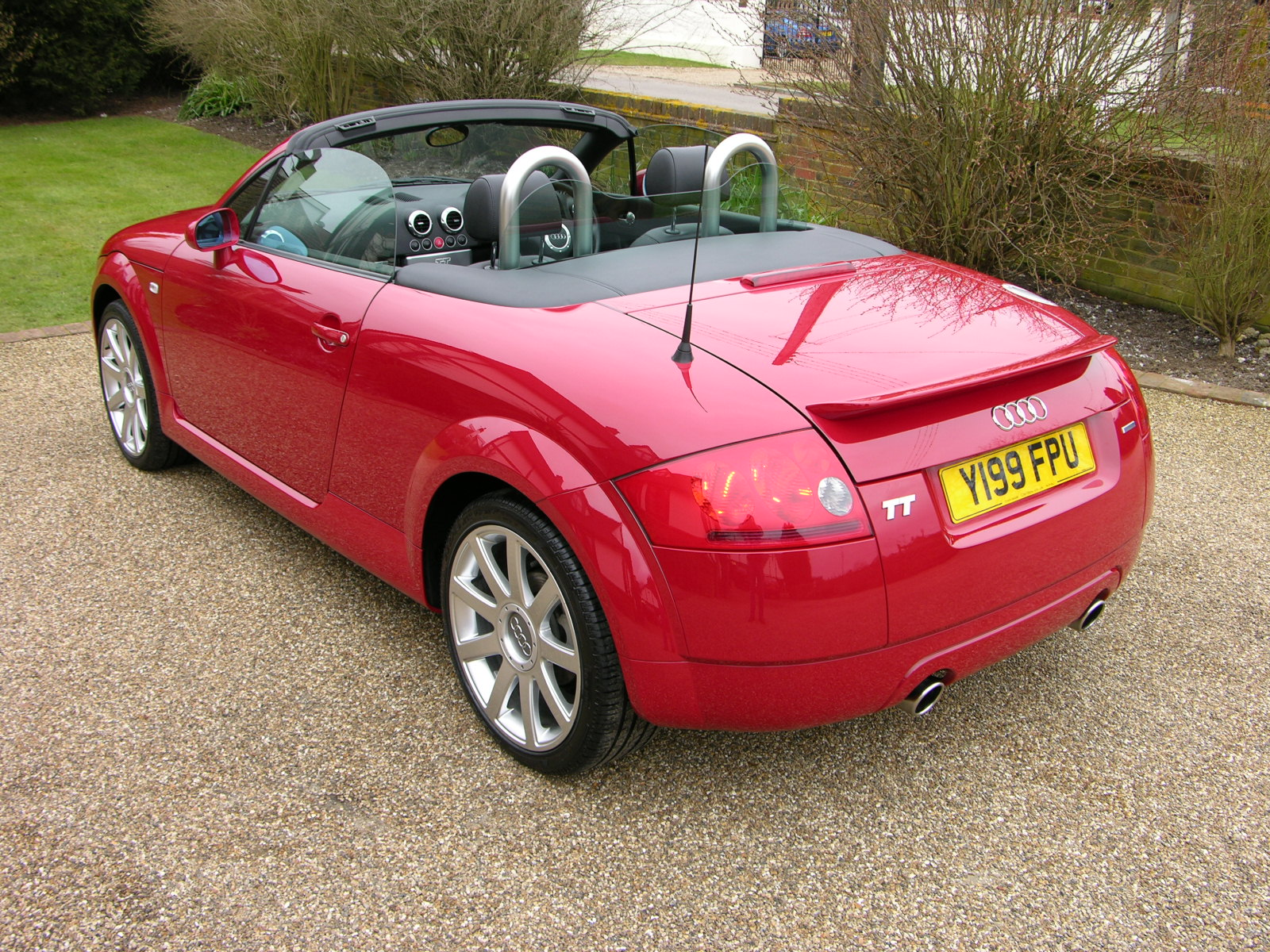
Audi TT roadster (1999–2000)
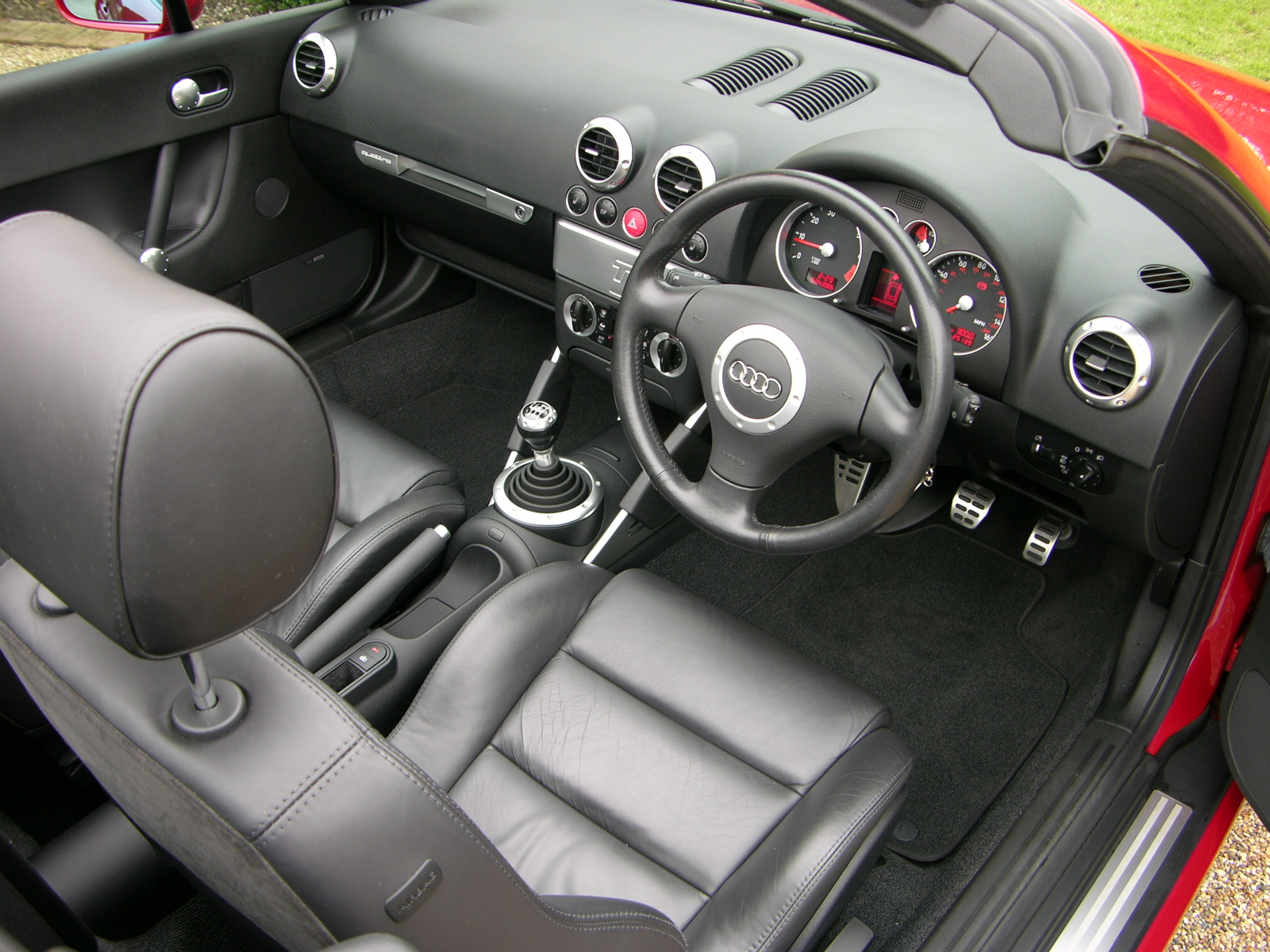
Intérieur

## Lifting
Au printemps 2000, le châssis et les éléments de carrosserie individuels de l'Audi TT ont été modifiés. Tous les modèles ont reçu un petit aileron arrière et l'ESP.
À partir de septembre 2005, les deux plus petites variantes de moteur ont été remplacées par des variantes plus puissantes. Les performances sont passées de 110 kW à 120 kW (150 ch à 163 ch) et de 132 kW à 140 kW (180 ch à 190 ch). Les couples ont été augmentés à 225 Nm (210 Nm auparavant) et 240 Nm (235 Nm auparavant). Les prix des modèles de base sont restés inchangés.
À partir d'août 2003, la TT était également disponible avec le moteur VR6 de 3,2 litres, connu, de la Volkswagen Golf R32, et il pouvait désormais être associée à une boîte de vitesses à changement direct (DSG). Dans la TT, le moteur six cylindres développait 184 kW (250 ch).
En avril 2005, l'édition spéciale TT quattro Sport, également appelée TT QS, est arrivée sur le marché. Limitée à un total de 1 168 exemplaires, dont 800 en conduite à droite et 368 en conduite à gauche. Ce modèle de TT a été fabriqué par quattro GmbH. Dans cette version du modèle, le moteur turbo de 1,8 litre délivrait 176 kW (240 ch) avec une pression de suralimentation plus élevée, faisant de la TT quattro Sport la TT à moteur turbo la plus puissante. La répartition du poids a été optimisée en plaçant la batterie à l'arrière, comme dans le modèle VR6. De plus, environ 75 kg ont été économisés, par exemple en supprimant les sièges à l'arrière et en installant des sièges baquets plus légers à l'avant. Tout cela garantissait que les performances de conduite étaient supérieures à celles du modèle à moteur six cylindres.
En termes de couleur, ce modèle était toujours bicolore, le toit était noir. Les couleurs principales étaient Avussilber, Misanorot, Mauritiusblau, Lichtsilber ou Phantomschwarz. La couleur principale était la même sur le dos des sièges baquets Recaro. À l'arrière, au lieu des sièges, sous l'ancien puits des sièges, il y a une traverse avec filet à bagages et il y a aussi des options de montage pour des ceintures de sécurité.

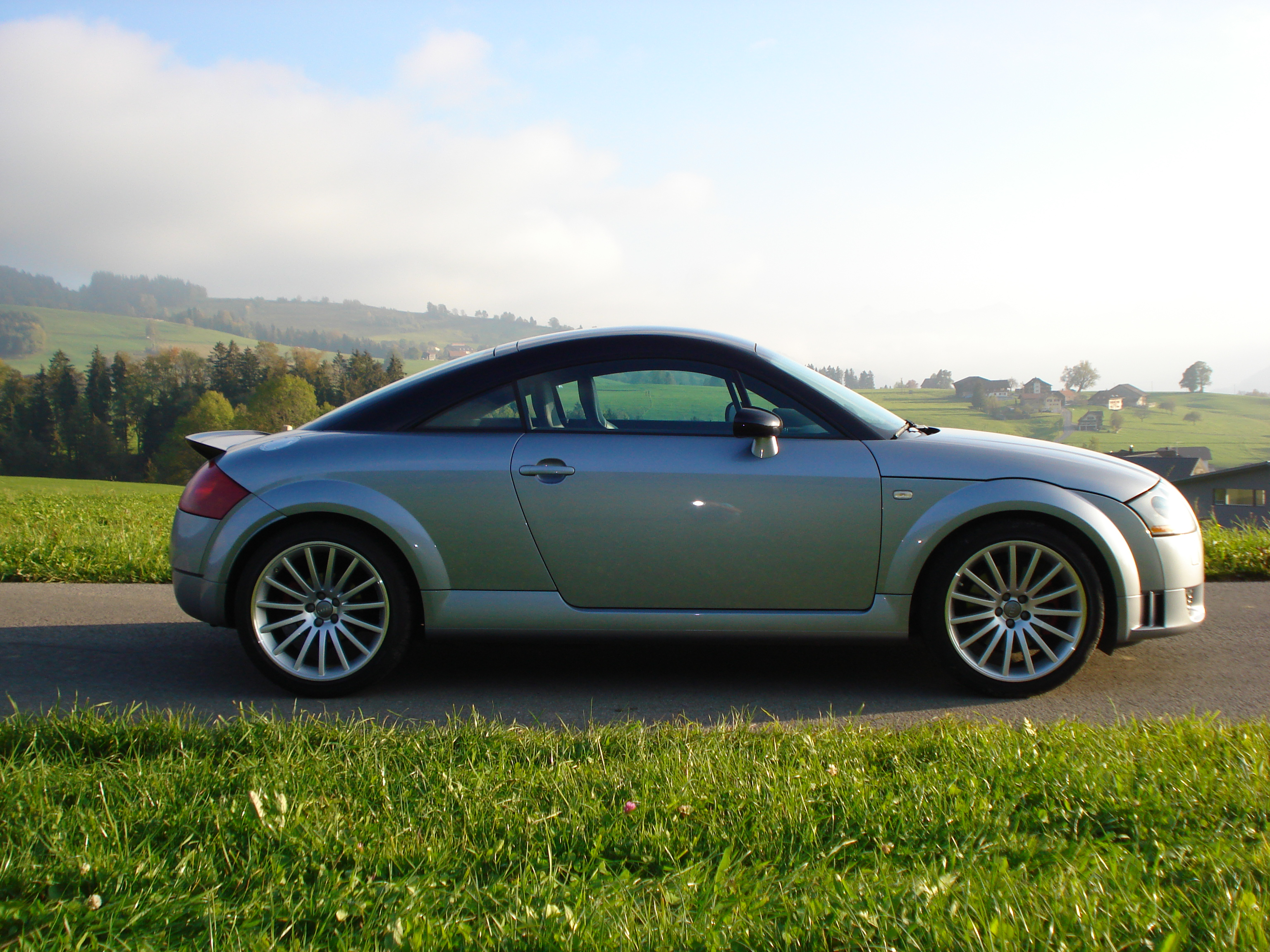
Audi TT Quattro Sport. Limité à 1 168 exemplaires.

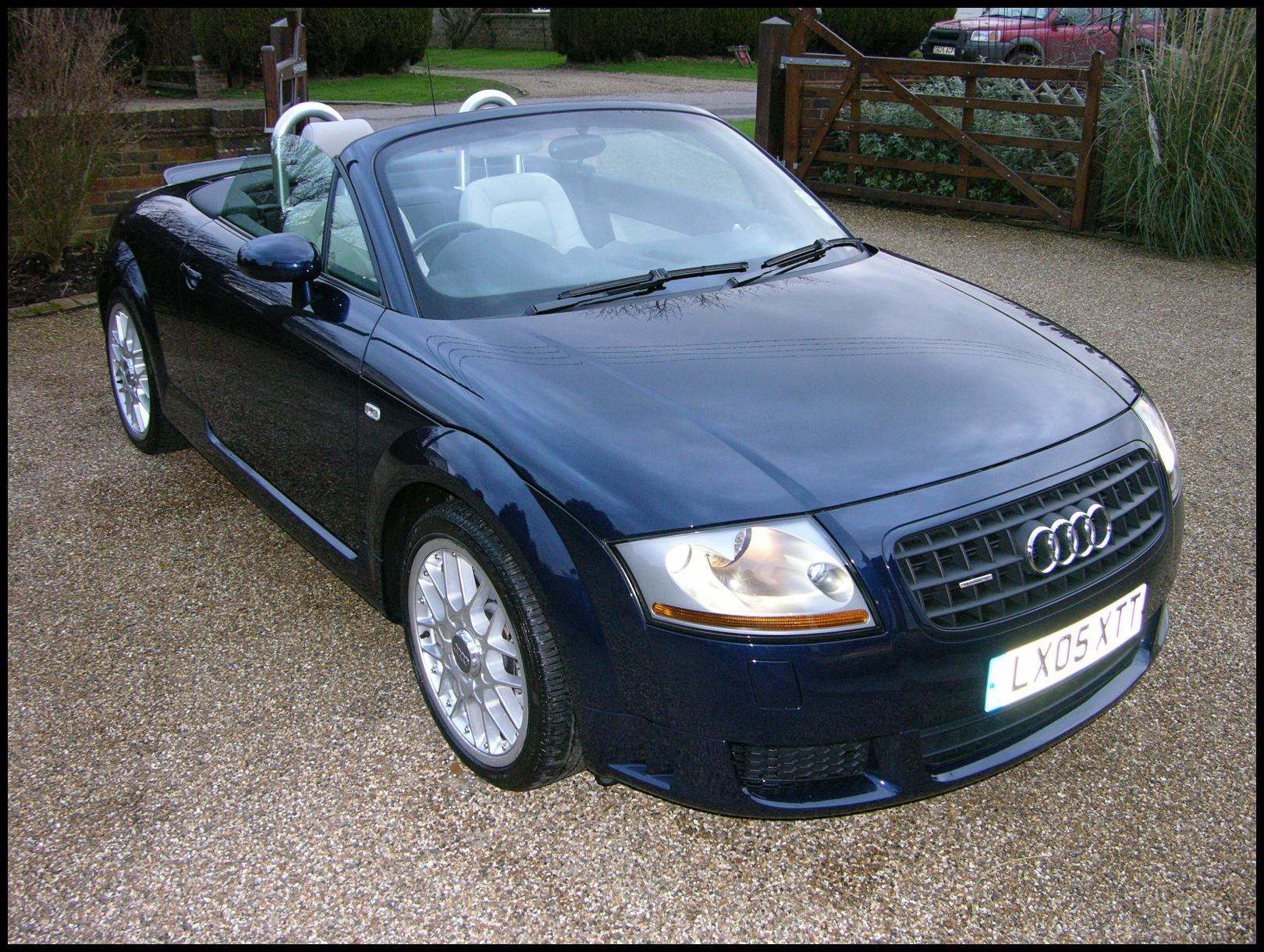
Audi TT roadster (2000–2006)
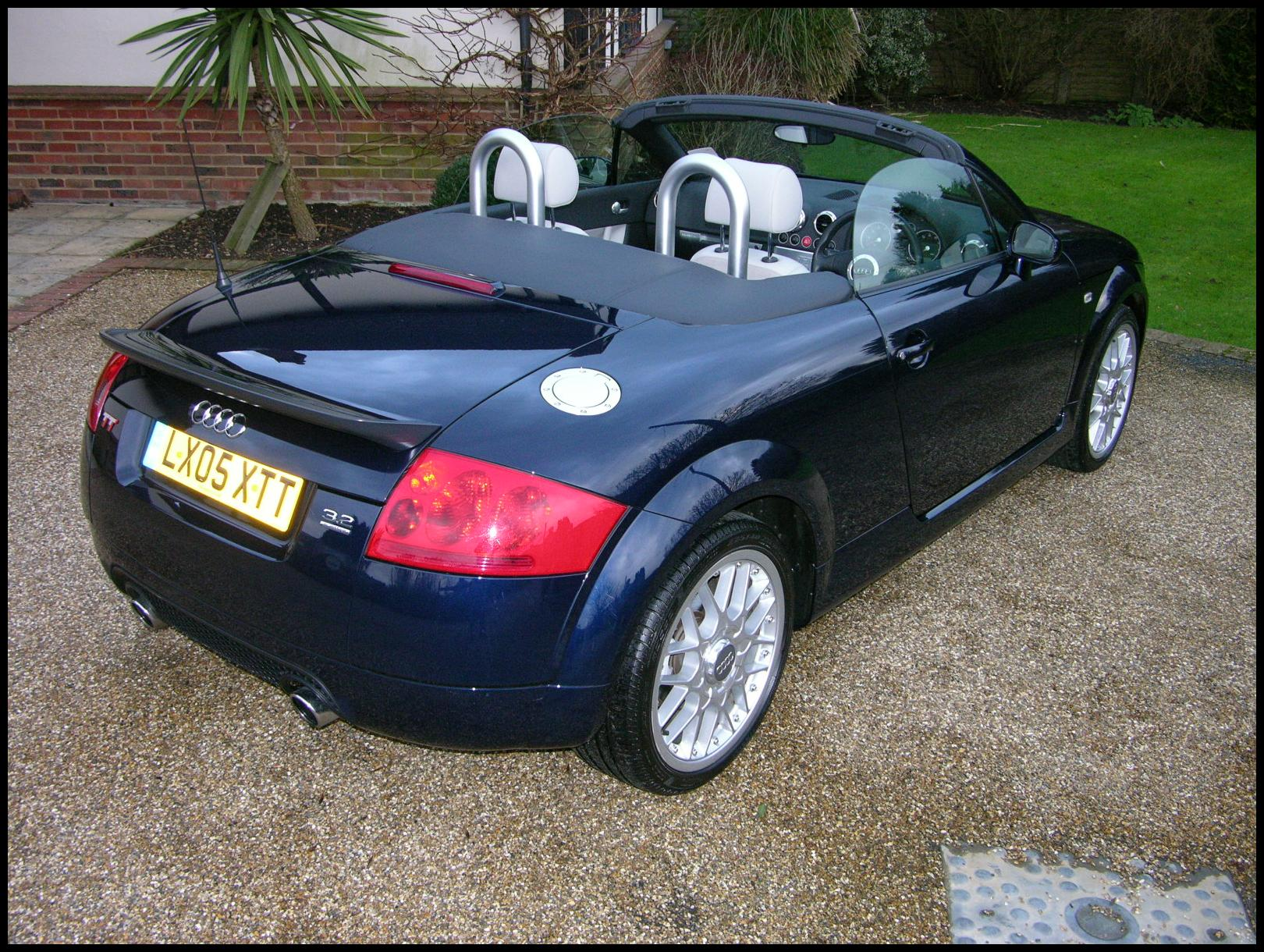
Vue arrière
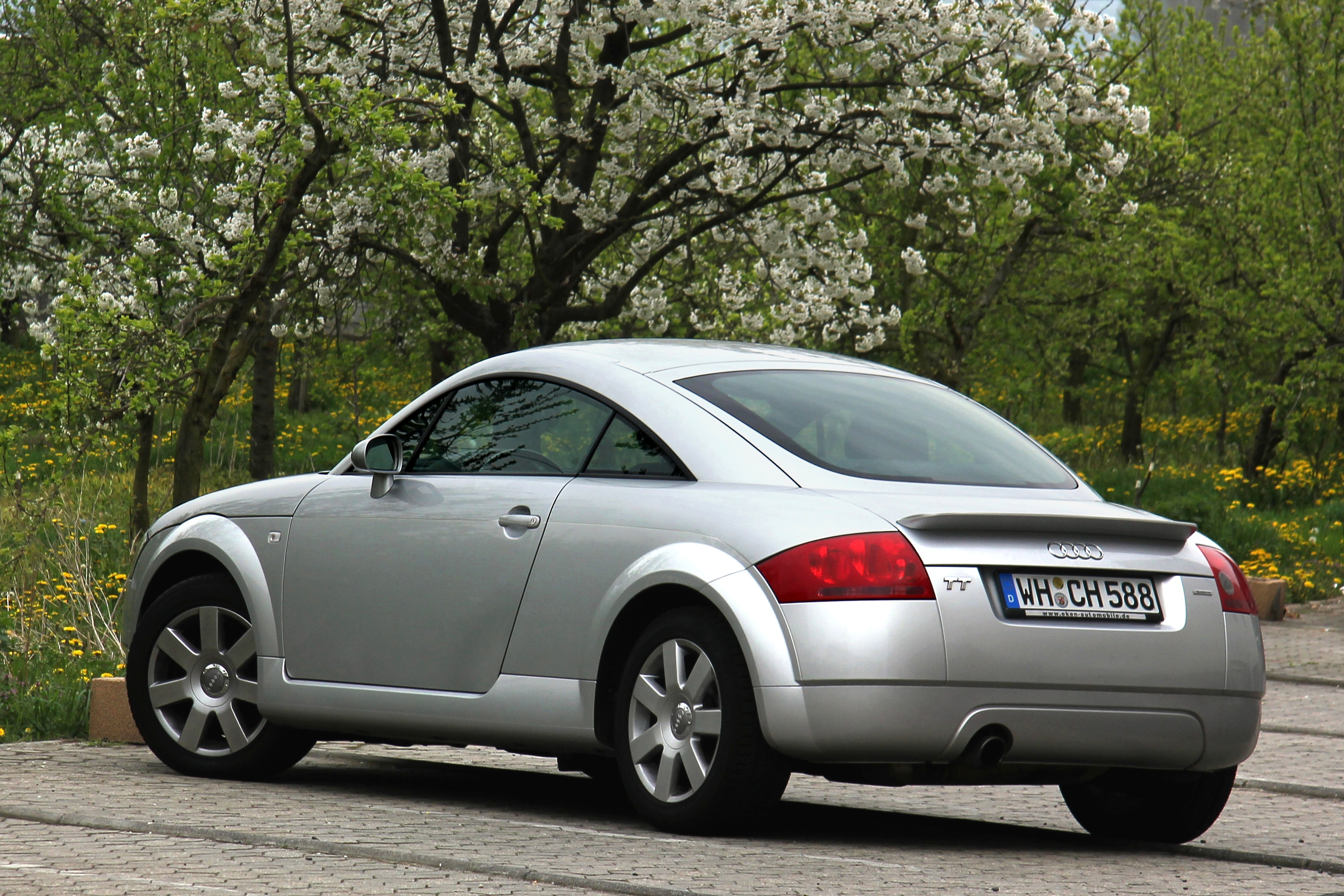
Audi TT coupé (2000–2006)

## Sports mécaniques
Le tuner Abt Sportsline de Kempten a utilisé pendant quatre ans des modèles Audi TTR DTM dans le Deutsche Tourenwagen Masters. En 2002, Laurent Aïello remporte le titre des pilotes. Après son entrée en usine en 2004, l'A4 DTM a remplacée la TTR DTM.

## Lieu de production
L'Audi TT de la génération 8N a été entièrement fabriquée dans l'usine hongroise d'Audi à Győr de 1998 à 2006.

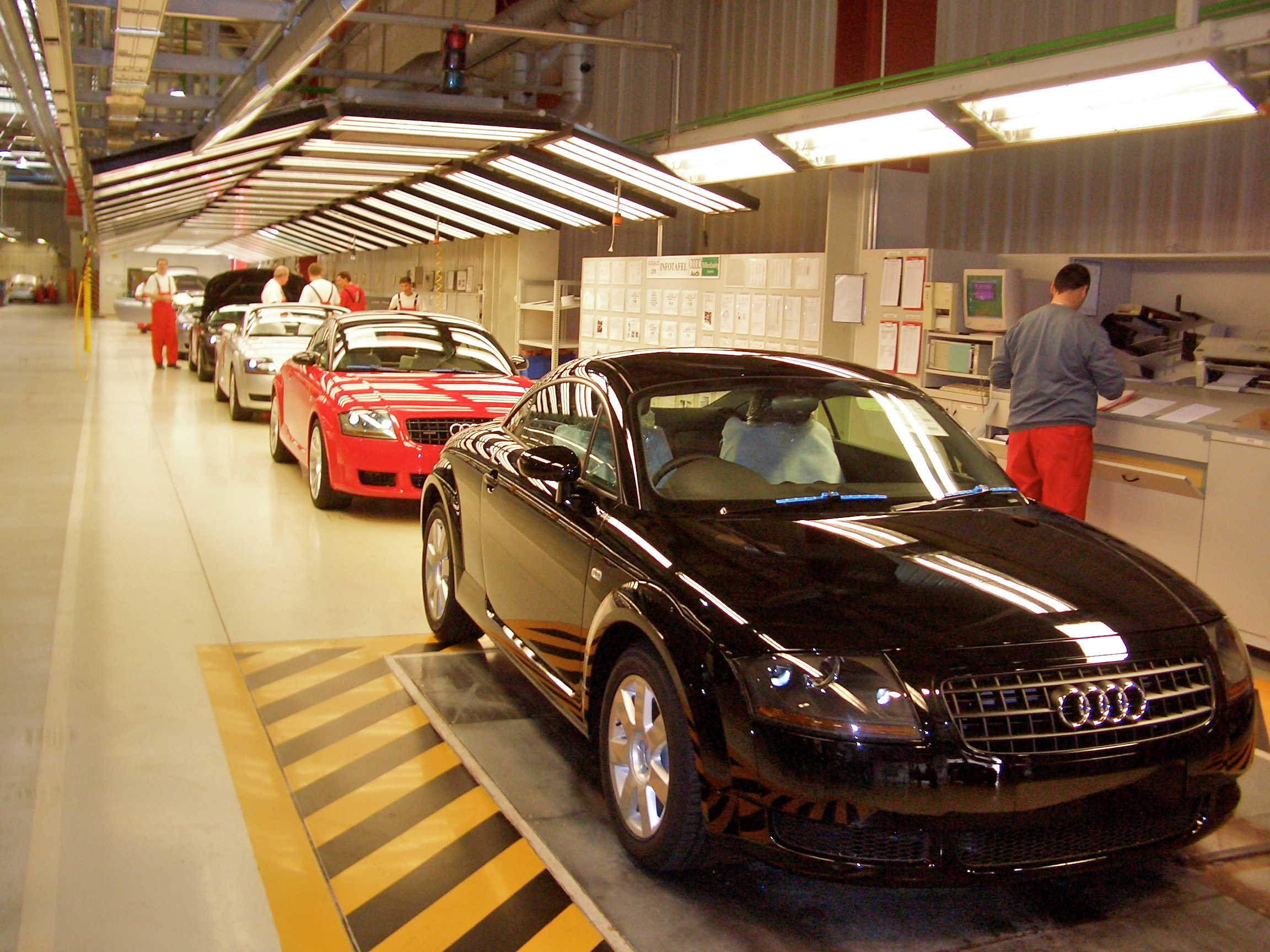
Inspection finale de l'Audi TT (8N) à Győr
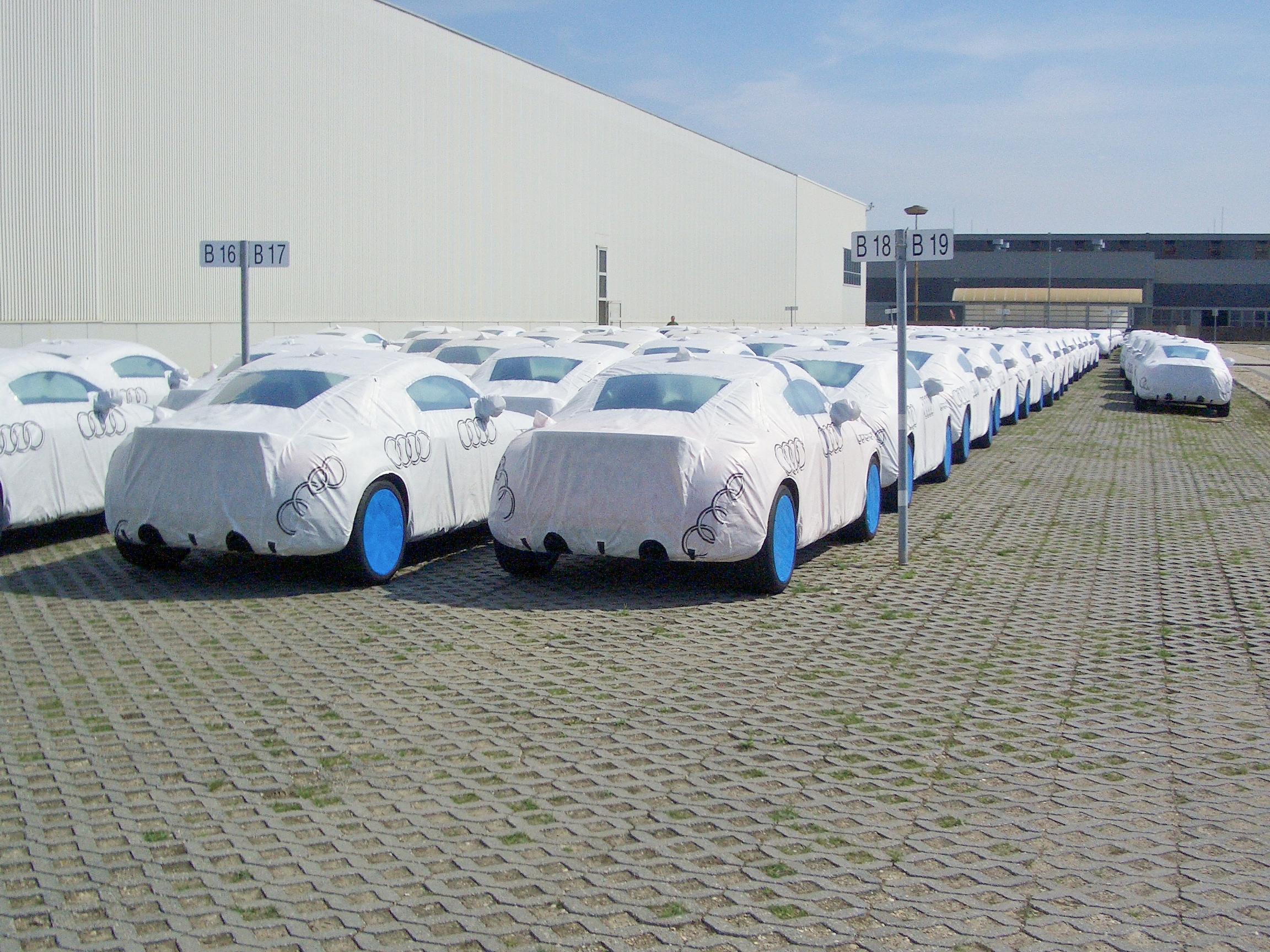
Audi TT prête pour le transport à Győr